# 그들만의 계절
《그들만의 계절》(영어: Varsity Blues)은 1999년 공개된 미국의 성장 스포츠 코미디 드라마 영화이다.

## 출연진
- 제임스 밴더비크
- 존 보이트
- 폴 워커
- 에이미 스마트
- 론 레스터
- 스콧 칸
- 일라이얼 스윈턴
- 앨리 라터
- 토머스 F. 더피
- 리처드 라인백
- 조 피클러
- 제시 플레먼스

## 기타 제작진
- 공동 제작: 허버트 W. 게인스
- 협력 제작: 얼리사 코플러비츠 더턴
- 배역: 밥 크래카워, 세라 헤일리 핀
- 미술: 제임스 힝클
- 의상: 웬디 척